# Erioptera longicauda
Erioptera longicauda là một loài ruồi trong họ Limoniidae. Chúng phân bố ở miền Cổ bắc.